# Akcent (polski zespół muzyczny)
Akcent – polski zespół muzyczny wykonujący disco polo, założony w Bielsku Podlaskim na przełomie 1989 i 1990.
W latach 90. zespół grał koncerty w podlaskiej dyskotece Panderoza niedaleko Janowa.
Zespół wydał 16 albumów studyjnych i wylansował liczne przeboje, takie jak m.in. „Dziewczyno z klubu disco”, „Biorę urlop od ciebie”, „Kochana wierzę w miłość”, „Przez twe oczy zielone”, „Życie to są chwile” czy „Przekorny los” oraz covery zagranicznych piosenek, np. „Moja gwiazda” (cover utworu „Tavo Bučinys” zespołu Miledi), „Mała figlarka” (cover utworu „Ja pokinu sujetu moskowskich ulic” Aleksandra Jakowlewa), „Królowa nocy” (cover utworu grupy Meffis) czy „Pragnienie miłości” (cover utworu „Chotiet´ nie wriedno!” duetu Wałdaj). Nagrał piosenki także z innymi wykonawcami, m.in. „Rozmowa dwóch serc” (z zespołem Kolor), „W sercu mi graj” (z grupą Exaited), „Skradłaś wszystko” (z Kroppą), „Moja gitara” i „Pieśń o pokoju” (obie z zespołem Lider) czy „Ostatni klaps” (z Diego).
Kilkukrotni laureaci Grand Prix i Nagrody Publiczności Ogólnopolskiego Festiwalu Muzyki Tanecznej w Ostródzie.

## Historia zespołu
Zespół powstał w 1989. Nazwa zespołu wywodzi się od sylab nazw pierwszych zespołów Zenona Martyniuka, Mariusza Anikieja i Zenobiusza Guli – Akordu oraz Centrum. Próby zespołu odbywali w budynku Wojskowej Komendy Uzupełnień w Bielsku Podlaskim, a w zamian za użyczenie miejsca do grania występowali na wojskowych uroczystościach. W 1991 wydali debiutancką kasetę, zatytułowaną po prostu Akcent 1. Niedługo później Akcent zawiesił działalność, a Martyniuk wówczas założył kapelę Ex-Akcent, z którą nagrał trzy albumy: Szczęśliwy czas (1991), Piękna niedziela (1992) i Kolędy (1992). Anikiej w tym czasie koncertował z Markiem Majewskim jako zespół Marinero. Obie formacje zakończyły działalność w 1993 po reaktywacji Akcentu. Niedługo po powrocie na scenę zespół wydał dwie kasety: Dajcie mi gitarę i Słuchajcie chłopcy, na której umieścili m.in. utwór „Stary Cygan”, z którym dotarli do pierwszej dziesiątki ogólnopolskiego plebiscytu Radia Katowice na Przebój Roku 1993. W 1994 wydali album Życie to są chwile, z którego pochodzą hity „Mała figlarka”, „Dźwięki strun” oraz tytułowy przebój. Rok później premierę miał ich kolejny album pt. Czar miłości, który promowali teledyskami do piosenek „To właśnie ja” i „Kołysanka dla ukochanej”. Również w 1995 po raz pierwszy zagrali koncerty w Stanach Zjednoczonych dla amerykańskiej Polonii. W 1996 wydali album pt. Dance, którym odeszli od brzmień disco polo na rzecz muzyki dance. Płytę promowali teledyskami do utworów „Daleko od gwiazd” i „Całuj mnie”. W 1997 wydali dwa albumy: Oczarowałaś mnie, z którego pochodzą hity „Ostatni most”, „Obraz twój” i „Siwy koniu”, oraz Gold, zawierający dziewięć piosenek Akcentu w nowych aranżacjach oraz premierowy utwór „Psotny wiatr”. W tym czasie odbyli także krótką trasę koncertową po Grecji dla tamtejszej Polonii, nagrali też utwór „Pieśń o pokoju” z zespołem Lider.
W lipcu 1998 za utwór „Wyznanie” otrzymali nagrodę główną na 3. Ogólnopolskim Festiwalu Disco Polo i Dance w Ostródzie. W tym samym roku wydali album pt. Wyznanie, który promowali piosenkami: „Wyspa szczęśliwych snów”, „Zostań tu” i „Królowa nocy” oraz tytułowym singlem. W tym czasie zespół opuścił Anikiej, który zdecydował się na emigrację do Belgii. Jego miejsce w kapeli zajął najpierw Artur Boroń, w tym składzie nagrali i wydali w 1999 album Wspomnienie, który promowali teledyskami do utworów „Lato jest po to, by kochać” i „Pada deszcz” oraz do tytułowej piosenki. W tym samym roku nagrał utwór „Rozmowa dwóch serc” wraz z zespołem Kolor. W maju 2000 nowym keyboardzistą Akcentu został Ryszard Warot, a w lipcu zespół wystąpił na Ogólnopolskim Festiwalu Muzyki Tanecznej w Ostródzie, na którym ich utwór „Laura” uzyskał tytuł Hitu festiwalu. Przez kilka miesięcy w zespole grał także Artur Kirpsza. Obaj keyboardziści wzięli udział w nagraniu albumu Akcentu pt. Moja gwiazda, który ukazał się w czerwcu 2001 i z którego pochodzi m.in. przebój „Dziewczyna z klubu disco” i tytułowy hit. W 2002 wydali składankę hitów pt. Platynowe przeboje, którą promowali premierowym utworem „Pszczółka Maja”.
W lipcu 2005 formacja otrzymała nagrodę za całokształt twórczości oraz za utwór „Lambada nad brzegiem morza” na Ogólnopolskim Festiwalu Muzyki Tanecznej w Ostródzie, rok później odebrali na festiwalu nagrodę burmistrza miasta Ostróda. Również w 2006 koncertowali po USA. W lipcu 2007 otrzymali Grand Prix Ogólnopolskiego Festiwalu Muzyki Tanecznej w Ostródzie za utwór „Czemu jesteś taka dziewczyno”. W tym samym roku odbyli kolejną polonijną trasę koncertową po USA i Kanadzie. W lipcu 2009 otrzymali nagrodę radia IRN i nagrodę specjalną od CPN Skład na Ogólnopolskim Festiwalu Muzyki Tanecznej w Ostródzie. W lipcu 2011 odebrali drugą w karierze festiwalową nagrodę burmistrza miasta Ostróda. W lipcu 2013 odebrali na festiwalu nagrodę specjalną od stacji Polo TV za siedem utworów w plebiscycie „Disco Polo Hit Wszech Czasów”.

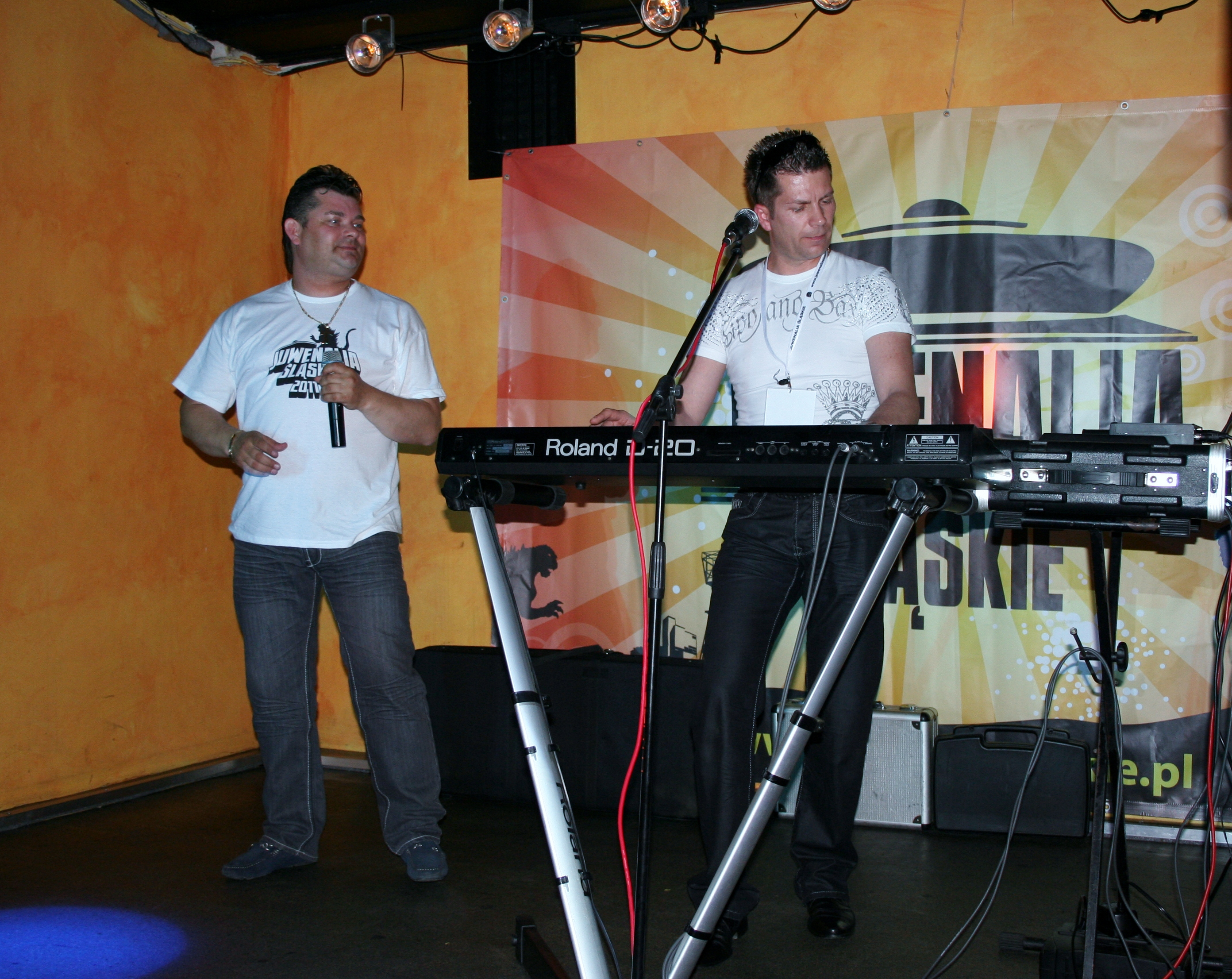
Zespół Akcent (2011)

28 sierpnia 2014 na benefisie 25-lecia zespołu podczas XVII Pożegnania lata w Iłowie Akcent otrzymał specjalne nagrody od firmy Green Star, wójta gminy Iłów oraz radia Vox FM. W tym samym roku otrzymali za utwór „Przez twe oczy zielone” nagrodę publiczności na 19. festiwalu w Ostródzie oraz nagrali piosenkę „W sercu mi graj” wraz z zespołem Exaited. W lutym 2015 premierę kinową miał film Maćka Bochniaka Disco polo, w którego ścieżce dźwiękowej znalazło się m.in. kilka piosenek Akcentu. 24 lipca 2015 podczas pierwszego dnia 20. Ogólnopolskiego Festiwalu Muzyki Tanecznej w Ostródzie zespół otrzymał główną nagrodę za klip wszech czasów „Przez twe oczy zielone”, a następnego dnia na tym samym festiwalu członkowie otrzymali nagrodę za zespół dekady. Również w 2015 nagrali utwór „Ty mi skradłaś wszystko” wraz z Arturem Kroppą, a ich piosenka „Przez twe oczy zielone” zyskała dużą popularność w Internecie za sprawą reprezentacji Polski w piłce nożnej, która to przy tym utworze w szatni świętowała zwycięstwo z Irlandią w meczu eliminacyjnym do mistrzostw Europy Euro 2016. 23 maja 2017 teledysk do tegoż utworu przekroczył 100 mln wyświetleń w serwisie YouTube. 22 lipca 2016 podczas pierwszego dnia 21. Ogólnopolskiego Festiwalu Muzyki Tanecznej w Ostródzie zespół wygrał plebiscyt z okazji 20-lecia magazynu muzycznego Disco Polo Live, zdobywając wszystkie trzy pierwsze miejsca za piosenki: „Przez twe oczy zielone”, „Przekorny los” i „Kochana wierzę w miłość”. 28 lipca 2017 podczas pierwszego dnia 22. Ogólnopolskiego Festiwalu Muzyki Tanecznej w Ostródzie zespół wygrał plebiscyt Festiwalowa Złota 20-stka za nagranie „Przez twe oczy zielone”. 29 lipca 2017 grupa zdobyła nagrodę publiczności Koncertu Premier za piosenkę „Wakacyjne cuda”. 28 lipca 2018 podczas drugiego dnia 23. Ogólnopolskiego Festiwalu Muzyki Tanecznej w Ostródzie zespół otrzymał od organizatorów specjalną nagrodę Super Grand Prix oraz odebrał siedem diamentowych płyt, w tym aż cztery za utwór „Przekorny los” (jeden za tytuł albumu oraz trzy za singiel).

## Muzycy zespołu

### Obecny skład
- Zenon Martyniuk – śpiew, kiedyś także gitara basowa i instrumenty klawiszowe (od 1989)
- Piotr Szerszenowicz – instrumenty klawiszowe (od 2005)
- Jakub Zrajkowski – perkusja, instrumenty klawiszowe (od 2005)
- Waldemar Oksztul – gitara basowa, gitara elektryczna, gitara akustyczna (od 2005)
- Maciej Dzierski (od 2019)

### Dawni członkowie
- Mariusz Anikiej – śpiew, instrumenty klawiszowe (1989–1999)
- Robert Szoda – instrumenty klawiszowe (1994)
- Igor Giro – wokal wspierający (1996)
- Artur Boroń – instrumenty klawiszowe (1999)
- Artur Kirpsza – instrumenty klawiszowe (1999–2002)
- Ryszard Warot – instrumenty klawiszowe (2000–2023)
- Maciej Samluk (2019–2023)

## Dyskografia

### Albumy
| Tytuł                 | Rok  | Sprzedaż         | Certyfikat              |
| --------------------- | ---- | ---------------- | ----------------------- |
| Akcent 1              | 1990 |                  |                         |
| Akcent 2. Żegnaj mała | 1991 |                  |                         |
| Dajcie mi gitarę      | 1993 |                  |                         |
| Słuchajcie chłopcy    | 1993 |                  |                         |
| Peron łez             | 1993 |                  |                         |
| Życie to są chwile    | 1994 |                  |                         |
| Czar miłości          | 1995 |                  |                         |
| Dance                 | 1996 |                  |                         |
| Kolędy                | 1996 |                  |                         |
| Oczarowałaś mnie      | 1997 |                  |                         |
| Akcent Gold           | 1997 |                  |                         |
| Wyznanie              | 1998 |                  |                         |
| Wspomnienie           | 1999 |                  |                         |
| Moja gwiazda          | 2001 |                  |                         |
| Przekorny los         | 2016 | - POL: 150 tys.+ | - POL: diamentowa płyta |

### Kompilacje
| Tytuł                                   | Rok  | Sprzedaż        | Certyfikat         |
| --------------------------------------- | ---- | --------------- | ------------------ |
| Peron łez i inne piosenki o miłości     | 1995 |                 |                    |
| Mix – Przeboje                          | 1995 |                 |                    |
| Platynowe przeboje                      | 2002 |                 |                    |
| Diamentowa kolekcja Disco Polo – Akcent | 2014 | - POL: 15 tys.+ | - POL: złota płyta |
| The best of Zenon Martyniuk Akcent      | 2017 |                 |                    |

### Single
| Tytuł | Rok  | Pozycja na liście (POL Dance) | Sprzedaż         | Certyfikat                 |
| --- | ---- | ----------------------------- | ---------------- | -------------------------- |
| „Wspomnienie”                                                                                                | 1999 | X                             |                  |                            |
| „Gwiazda” | 2001 | X                             |                  |                            |
| „Pszczółka Maja”                                                                                             | 2002 | X                             |                  |                            |
| „Laura” | 2002 | X                             |                  |                            |
| „Królowa nocy”                                                                                               | 2002 | X                             |                  |                            |
| „Przez twe oczy zielone”                                                                                     | 2014 | 22                            |                  |                            |
| „W sercu mi graj” (oraz Exaited)                                                                             | 2014 | –                             |                  |                            |
| „Kochana wierzę w miłość”                                                                                    | 2015 | –                             | - POL: 100 tys.+ | - POL: diamentowa płyta    |
| „Skradłaś wszystko” (oraz Kroppa)                                                                            | 2015 | 50                            | - POL: 100 tys.+ | - POL: diamentowa płyta    |
| „Przekorny los”                                                                                              | 2015 | –                             | - POL: 300 tys.+ | - POL: 3× diamentowa płyta |
| „Prawdziwa miłość to ty”                                                                                     | 2016 | 22                            | - POL: 100 tys.+ | - POL: diamentowa płyta    |
| „Pragnienie miłości”                                                                                         | 2016 | –                             |                  |                            |
| „Czekam na ciebie”                                                                                           | 2016 | –                             |                  |                            |
| „Lambada nad brzegiem morza”                                                                                 | 2016 | –                             |                  |                            |
| „Zaczarowana wyspa”                                                                                          | 2018 | –                             |                  |                            |
| „Moja gitara” (oraz Lider)                                                                                   | 2018 | 12                            | - POL: 20 tys.+  | - POL: platynowa płyta     |
| „Ja gnam przed siebie”                                                                                       | 2019 | X                             |                  |                            |
| „Your Green Eyes” (oraz YTone)                                                                               | 2021 | X                             |                  |                            |
| „Tańcz” (oraz Sławomir, Zenon Martyniuk)                                                                     | 2024 | X                             | - POL: 25 tys.+  | - POL: złota płyta         |
| „Tańcz Bachata” (oraz Sławomir, Zenon Martyniuk)                                                             | 2024 | X                             |                  |                            |
| „Mandacik” (oraz Łobuzy, Zenon Martyniuk)                                                                    | 2025 | X                             |                  |                            |
| „–” oznacza, że singel nie był notowany na danej liście. „X” oznacza, że lista nie istniała w danym okresie. |      |                               |                  |                            |